# NMR w polu magnetycznym Ziemi
Magnetyczny rezonans jądrowy (NMR) w polu geomagnetycznym jest określany jako NMR w polu magnetycznym Ziemi (ang. EFNMR). EFNMR jest szczególnym przypadkiem eksperymentu NMR w niskim polu magnetycznym.
Gdy próbka jest umieszczona w stałym polu magnetycznym i oddziałuje na nią zmienne w czasie pole elektromagnetyczne, jądra atomowe o niezerowym spinie oddziałują z oscylującym polem o charakterystycznej dla siebie częstości. Przykładami takich jąder aktywnych w NMR są izotopy węgiel-13 i wodór-1. Częstotliwość rezonansowa każdego izotopu jest wprost proporcjonalna do natężenia zewnętrznego pola magnetycznego oraz współczynnika magnetogirycznego tego izotopu. Intensywność rejestrowanego sygnału jest proporcjonalna do pola magnetycznego, jak i liczby jąder tego izotopu w próbce. Tak więc w polu magnetycznym o natężeniu 21 tesli, które można znaleźć w laboratoryjnych spektrometrach NMR o wysokiej rozdzielczości, protony rezonują przy 900 MHz. Jednak w ziemskim polu magnetycznym te same jądra rezonują przy częstotliwościach około 2 kHz i generują bardzo słabe sygnały.
Na sygnały EFNMR mogą mieć wpływ zaburzenia pola magnetycznego pochodzące od otoczenia (np. magnesy), jak i naturalne lokalne zmiany pola ziemskiego.
Podczas gdy przesunięcia chemiczne są ważnym elementem klasycznych eksperymentów NMR, są one nieistotne w polu Ziemi. Zamiast tego widma EFNMR są zdominowane przez efekty sprzężenia spinowo-spinowego (J-coupling). Oprogramowanie zoptymalizowane pod kątem analizy tych widm może dostarczyć przydatnych informacji o strukturze cząsteczek w próbce.

## Zastosowania
Zastosowania EFNMR obejmują:
- magnetometry precesji protonów (PPM) lub magnetometry protonowe,
- spektrometry EFNMR, które wykorzystują zasady znane ze spektroskopii NMR do analizy struktur molekularnych, od badania struktury kryształów lodu w polach lodowych po skały i węglowodory,
- obrazowanie metodą rezonansu magnetycznego w polu ziemskim .

Zaletą urządzeń wykorzystujących słabe ziemskie pole magnetyczne nad konwencjonalnymi spektrometrami NMR (o dużym natężeniu pola) jest duża mobilność sprzętu dająca możliwość analizowania substancji na miejscu oraz niższy koszt takiej analizy. Znacznie niższe natężenie pola geomagnetycznego, które skutkowałoby słabym stosunkiem sygnału do szumu, jest kompensowane jednorodnością pola Ziemi, co daje możliwość użycia znacznie większych próbek. Ich stosunkowo niski koszt i prostota sprawiają, że są dobrymi narzędziami edukacyjnymi.

## Częstości protonów w EFNMR
Natężenie pola magnetycznego Ziemi, a tym samym częstotliwość precesji, zmienia się w zależności od miejsca i czasu.
Częstotliwość precesji Larmora = współczynnik magnetogiryczny × pole magnetyczne
Współczynnik magnetogiryczny protonu = 42,576 Hz/μT (równe 42,576 MHz/T lub 0,042576 Hz/nT)
Pole magnetyczne Ziemi: od 30 μT w pobliżu równika do 60 μT w pobliżu biegunów, około 50 μT na średnich szerokościach geograficznych.
Częstości rezonansowe EFNMR protonów (jądra wodoru) to częstości radiowe wynoszące około 1,3 kHz w pobliżu równika do 2,5 kHz przy biegunach. Częstość 2 kHz jest typowa dla średnich szerokości geograficznych. Pod względem widma elektromagnetycznego częstotliwości EFNMR znajdują się w pasmach częstotliwości radiowych VLF i ULF.
Przykładami cząsteczek zawierających jądra wodoru powszechnie stosowane w protonowym EFNMR są woda, węglowodory, takie jak gaz ziemny i ropa naftowa, oraz węglowodany, które występują w organizmach żywych.